# EPrix de Berlin 2020

L'ePrix de Berlin 2020 (2020 FIA Formula E BMW i Berlin ePrix), disputé les 5, 6, 8, 9, 12 et 13 août 2020 sur le circuit de Berlin-Tempelhof, sont les 64e, 65e, 66e, 67e, 68e et 69e manches de l'histoire de la Formule E. Il s'agit de la sixième, septième, huitième, neuvième, dixième et de la onzième édition de l'ePrix de Berlin comptant pour le championnat de Formule E et des six dernières manches du championnat 2019-2020.

## Contexte
Après l'ePrix de Marrakech, António Félix da Costa mène le classement des pilotes avec 11 points d'avance sur Mitch Evans et avec 21 points d'avance sur Alexander Sims. Au classement des écuries, DS Techeetah a 8 points d'avance sur BMW i Andretti Motorsports et 32 points d'avance sur Panasonic Jaguar Racing.
En raison de la pandémie du Covid-19, toutes les courses du championnat de Formule E 2019-2020 prévu après l'ePrix de Marrakech, le 29 février 2020, ont été annulées. Dans le cadre de l'ePrix de Berlin, les six dernières courses restantes de la saison auront lieu, sous huis clos. L'ancien aéroport de Berlin-Tempelhof offrant des conditions idéales pour des ajustements flexibles du parcours, les six courses se dérouleront sur trois configurations de parcours différentes.
Daniel Abt a été remplacé par René Rast chez Audi Sport ABT Schaeffler. De son côté, Abt remplace Ma Qing Hua dans l'équipe NIO 333. Pascal Wehrlein a quitté Mahindra Racing et Alex Lynn prendra la place. Et finalement, un changement a également eu chez GEOX Dragon, Brendon Hartley est remplacé par Sérgio Sette Câmara. James Calado quitte l’ePrix après la quatrième manche pour se rendre au 6 heures de Spa en Belgique pour le WEC, Tom Blomqvist le remplace pour les deux dernières manches.

## Première manche
GP précédent GP suivant

### Essais libres

#### Première séance
| Pos. | Pilote            | Voiture         | Chrono         | Écart     |
| ---- | ----------------- | --------------- | -------------- | --------- |
| 1    | Oliver Rowland    | e.dams-Nissan   | 1 min 07 s 832 |           |
| 2    | Sam Bird          | Virgin-Audi     | 1 min 08 s 068 | + 0 s 236 |
| 3    | Jean-Éric Vergne  | Techeetah-DS    | 1 min 08 s 129 | + 0 s 297 |
| 4    | Nico Müller       | Dragon-Penske   | 1 min 08 s 168 | + 0 s 336 |
| 5    | Jérôme d'Ambrosio | Mahindra Racing | 1 min 08 s 219 | + 0 s 387 |
| 6    | Alexander Sims    | Andretti-BMW    | 1 min 08 s 349 | + 0 s 517 |

#### Deuxième séance
| Pos. | Pilote                 | Voiture         | Chrono         | Écart     |
| ---- | ---------------------- | --------------- | -------------- | --------- |
| 1    | Nyck de Vries          | Mercedes        | 1 min 06 s 846 |           |
| 2    | António Félix da Costa | Techeetah-DS    | 1 min 06 s 922 | + 0 s 076 |
| 3    | Maximilian Günther     | Andretti-BMW    | 1 min 07 s 005 | + 0 s 159 |
| 4    | Jérôme d'Ambrosio      | Mahindra Racing | 1 min 07 s 160 | + 0 s 314 |
| 5    | Sébastien Buemi        | e.dams-Nissan   | 1 min 07 s 301 | + 0 s 455 |
| 6    | Mitch Evans            | Jaguar          | 1 min 07 s 346 | + 0 s 500 |

### Qualifications
| Pos. | Pilote                 | Écurie           | Groupe de qualification | Super pole     | Grille |
| ---- | ---------------------- | ---------------- | ----------------------- | -------------- | ------ |
| 1    | António Félix da Costa | Techeetah-DS     | 1 min 07 s 122          | 1 min 06 s 799 | 1      |
| 2    | Jean-Éric Vergne       | Techeetah-DS     | 1 min 07 s 274          | 1 min 07 s 121 | 2      |
| 3    | André Lotterer         | Porsche          | 1 min 07 s 454          | 1 min 07 s 235 | 3      |
| 4    | Sébastien Buemi        | e.dams-Nissan    | 1 min 07 s 267          | 1 min 07 s 248 | 4      |
| 5    | Nyck de Vries          | Mercedes         | 1 min 07 s 308          | 1 min 07 s 302 | 5      |
| 6    | Jérôme d'Ambrosio      | Mahindra         | 1 min 07 s 488          | 1 min 07 s 371 | 6      |
| 7    | Sam Bird               | Virgin-Audi      | 1 min 07 s 492          |                | 7      |
| 8    | Oliver Rowland         | e.dams-Nissan    | 1 min 07 s 521          |                | 8      |
| 9    | Mitch Evans            | Jaguar           | 1 min 07 s 555          |                | 9      |
| 10   | Felipe Massa           | Venturi-Mercedes | 1 min 07 s 563          |                | 10     |
| 11   | Robin Frijns           | Virgin-Audi      | 1 min 07 s 581          |                | 11     |
| 12   | Alex Lynn              | Mahindra         | 1 min 07 s 646          |                | 12     |
| 13   | Maximilian Günther     | Andretti-BMW     | 1 min 07 s 685          |                | 13     |
| 14   | René Rast              | Audi             | 1 min 07 s 777          |                | 14     |
| 15   | Edoardo Mortara        | Venturi-Mercedes | 1 min 07 s 826          |                | 15     |
| 16   | Stoffel Vandoorne      | Mercedes         | 1 min 07 s 993          |                | 16     |
| 17   | Alexander Sims         | Andretti-BMW     | 1 min 07 s 996          |                | 17     |
| 18   | Neel Jani              | Porsche          | 1 min 08 s 014          |                | 18     |
| 19   | Oliver Turvey          | NIO              | 1 min 08 s 089          |                | 19     |
| 20   | Nico Müller            | Dragon-Penske    | 1 min 08 s 118          |                | 20     |
| 21   | Lucas di Grassi        | Audi             | 1 min 08 s 136          |                | 21     |
| 22   | Daniel Abt             | NIO              | 1 min 08 s 554          |                | 22     |
| 23   | Sérgio Sette Câmara    | Dragon-Penske    | 1 min 08 s 628          |                | 23     |
| 24   | James Calado           | Jaguar           | 1 min 10 s 194          |                | 24     |

### Course

#### Résultat
| Pos. | no | Pilote                 | Écurie           | Tours | Temps/Abandon                    | Grille | Points |
| ---- | -- | ---------------------- | ---------------- | ----- | -------------------------------- | ------ | ------ |
| 1    | 13 | António Félix da Costa | Techeetah-DS     | 36    | 47 min 08 s 261                  | 1      | 30     |
| 2    | 36 | André Lotterer         | Porsche          | 36    | + 5 s 445                        | 3      | 18     |
| 3    | 2  | Sam Bird               | Virgin-Audi      | 36    | + 6 s 526                        | 7      | 15     |
| 4    | 17 | Nyck de Vries          | Mercedes         | 36    | + 6 s 911                        | 5      | 12     |
| 5    | 64 | Jérôme d'Ambrosio      | Mahindra         | 36    | + 13 s 212                       | 6      | 10     |
| 6    | 5  | Stoffel Vandoorne      | Mercedes         | 36    | + 13 s 654                       | 15     | 8      |
| 7    | 23 | Sébastien Buemi        | e.dams-Nissan    | 36    | + 14 s 926                       | 4      | 6      |
| 8    | 11 | Lucas di Grassi        | Audi             | 36    | + 17 s 311                       | 20     | 4      |
| 9    | 28 | Alexander Sims         | Andretti-BMW     | 36    | + 17 s 673                       | 16     | 2      |
| 10   | 66 | René Rast              | Audi             | 36    | + 18 s 852                       | 13     | 1      |
| 11   | 18 | Neel Jani              | Porsche          | 36    | + 21 s 039                       | 17     |        |
| 12   | 94 | Alex Lynn              | Mahindra         | 36    | + 21 s 603                       | 11     |        |
| 13   | 20 | Mitch Evans            | Jaguar           | 36    | + 22 s 482                       | 8      |        |
| 14   | 22 | Oliver Rowland         | e.dams-Nissan    | 36    | + 23 s 208                       | 22     |        |
| 15   | 51 | James Calado           | Jaguar           | 36    | + 28 s 906                       | 24     |        |
| 16   | 3  | Oliver Turvey          | NIO              | 36    | + 31 s 116                       | 18     |        |
| 17   | 48 | Edoardo Mortara        | Venturi-Mercedes | 36    | + 38 s 765                       | 14     |        |
| 18   | 33 | Daniel Abt             | NIO              | 36    | + 39 s 282                       | 21     |        |
| Abd. | 25 | Jean-Éric Vergne       | Techeetah-DS     | 36    | Manque d’énergie                 | 2      |        |
| Abd. | 7  | Nico Müller            | Dragon-Penske    | 36    | Manque d’énergie                 | 19     |        |
| Abd. | 19 | Felipe Massa           | Venturi-Mercedes | 22    | Accident                         | 9      |        |
| Abd. | 4  | Robin Frijns           | Virgin-Audi      | 8     | Accident                         | 10     |        |
| Dsq. | 27 | Maximilian Günther     | Andretti-BMW     | 36    | Consommation d’énergie excessive | 12     |        |
| Dsq. | 6  | Sérgio Sette Câmara    | Dragon-Penske    | 36    | Consommation d’énergie excessive | 22     |        |

- Daniel Abt, Stoffel Vandoorne, António Félix da Costa, Sérgio Sette Câmara et René Rast ont été désignés par un vote en ligne pour obtenir le fanboost, qui leur permet de bénéficier de 25 kW supplémentaires pendant cinq secondes lors de la deuxième moitié de la course.
- Edoardo Mortara a écopé d’un drive-through convertie en une pénalité de 18 secondes pour avoir causé une collision.
- Daniel Abt a écopé une pénalité de 5 secondes pour excès de vitesse sous Full Course Yellow.
- Maximilian Günther et Sérgio Sette Câmara ont été disqualifiés de la course en raison de leur consommation d'énergie dépassant la limite réglementaire.

#### Pole position et record du tour
La pole position et le meilleur tour en course rapportent respectivement 3 points et 1 point.
- Pole position :  António Félix da Costa (Techeetah-DS) en 1 min 6 s 799.
- Meilleur tour en course :  António Félix da Costa (Techeetah-DS) en 1 min 8 s 965 au 20e tour.

#### Tours en tête
- António Félix da Costa (Techeetah-DS) : 36 tours (1-36)

### Classements à l’issue de la course
| Pos. | Pilote                 | Points |
| ---- | ---------------------- | ------ |
| 1    | António Félix da Costa | 97     |
| 2    | Mitch Evans            | 56     |
| 3    | Alexander Sims         | 48     |
| 4    | Stoffel Vandoorne      | 46     |
| 5    | Maximilian Günther     | 44     |
| 6    | Sam Bird               | 44     |
| 7    | André Lotterer         | 43     |
| 8    | Lucas di Grassi        | 42     |
| 9    | Sébastien Buemi        | 33     |
| 10   | Edoardo Mortara        | 32     |
| 11   | Jean-Éric Vergne       | 31     |
| 12   | Nyck de Vries          | 30     |
| 13   | Oliver Rowland         | 30     |
| 14   | Pascal Wehrlein        | 14     |
| 15   | Jérôme d'Ambrosio      | 13     |
| 16   | Robin Frijns           | 10     |
| 17   | James Calado           | 10     |
| 18   | Daniel Abt             | 8      |
| 19   | Felipe Massa           | 2      |
| 20   | Brendon Hartley        | 2      |
| 21   | René Rast              | 1      |

| Pos. | Écurie           | Points |
| ---- | ---------------- | ------ |
| 1    | Techeetah-DS     | 128    |
| 2    | Andretti-BMW     | 92     |
| 3    | Mercedes         | 76     |
| 4    | Jaguar           | 66     |
| 5    | e.dams-Nissan    | 63     |
| 6    | Virgin-Audi      | 54     |
| 7    | Audi             | 51     |
| 8    | Porsche          | 43     |
| 9    | Venturi-Mercedes | 34     |
| 10   | Mahindra         | 27     |
| 11   | Dragon-Penske    | 2      |

## Deuxième manche
GP précédent GP suivant

### Essais libres
| Pos. | Pilote                 | Voiture      | Chrono         | Écart     |
| ---- | ---------------------- | ------------ | -------------- | --------- |
| 1    | Lucas di Grassi        | Audi         | 1 min 06 s 732 |           |
| 2    | André Lotterer         | Porsche      | 1 min 06 s 741 | + 0 s 009 |
| 3    | Maximilian Günther     | Andretti-BMW | 1 min 06 s 749 | + 0 s 017 |
| 4    | Mitch Evans            | Jaguar       | 1 min 06 s 772 | + 0 s 040 |
| 5    | Alexander Sims         | Andretti-BMW | 1 min 06 s 789 | + 0 s 057 |
| 6    | António Félix da Costa | Techeetah-DS | 1 min 06 s 821 | + 0 s 089 |

### Qualifications
| Pos. | Pilote                 | Écurie           | Groupe de qualification | Super pole     | Grille |
| ---- | ---------------------- | ---------------- | ----------------------- | -------------- | ------ |
| 1    | António Félix da Costa | Techeetah-DS     | 1 min 06 s 791          | 1 min 06 s 442 | 1      |
| 2    | Sébastien Buemi        | e.dams-Nissan    | 1 min 06 s 779          | 1 min 06 s 859 | 2      |
| 3    | Alex Lynn              | Mahindra         | 1 min 06 s 873          | 1 min 06 s 919 | 3      |
| 4    | Nyck de Vries          | Mercedes         | 1 min 06 s 951          | 1 min 06 s 921 | 4      |
| 5    | Robin Frijns           | Virgin-Audi      | 1 min 06 s 924          | 1 min 06 s 974 | 5      |
| 6    | Lucas di Grassi        | Audi             | 1 min 06 s 961          | 1 min 07 s 292 | 6      |
| 7    | Oliver Rowland         | e.dams-Nissan    | 1 min 07 s 018          |                | 7      |
| 8    | Jean-Éric Vergne       | Techeetah-DS     | 1 min 07 s 035          |                | 8      |
| 9    | Sam Bird               | Virgin-Audi      | 1 min 07 s 148          |                | 9      |
| 10   | Edoardo Mortara        | Venturi-Mercedes | 1 min 07 s 218          |                | 10     |
| 11   | Maximilian Günther     | Andretti-BMW     | 1 min 07 s 269          |                | 11     |
| 12   | André Lotterer         | Porsche          | 1 min 07 s 285          |                | 12     |
| 13   | Stoffel Vandoorne      | Mercedes         | 1 min 07 s 292          |                | 13     |
| 14   | Jérôme d'Ambrosio      | Mahindra         | 1 min 07 s 338          |                | 14     |
| 15   | Alexander Sims         | Andretti-BMW     | 1 min 07 s 368          |                | 24     |
| 16   | Oliver Turvey          | NIO              | 1 min 07 s 451          |                | 15     |
| 17   | Mitch Evans            | Jaguar           | 1 min 07 s 516          |                | 16     |
| 18   | Felipe Massa           | Venturi-Mercedes | 1 min 07 s 557          |                | 17     |
| 19   | Nico Müller            | Dragon-Penske    | 1 min 07 s 581          |                | 18     |
| 20   | Neel Jani              | Porsche          | 1 min 07 s 640          |                | 19     |
| 21   | Sérgio Sette Câmara    | Dragon-Penske    | 1 min 07 s 846          |                | 20     |
| 22   | Daniel Abt             | NIO              | 1 min 08 s 005          |                | 21     |
| 23   | James Calado           | Jaguar           | 1 min 08 s 432          |                | 22     |
| 24   | René Rast              | Audi             | 1 min 08 s 464          |                | 23     |

- Alexander Sims a écopé une pénalité de 20 positions sur la grille de départ pour changement de batterie.

### Course

#### Résultat
| Pos. | no | Pilote                 | Écurie           | Tours | Temps/Abandon    | Grille | Points |
| ---- | -- | ---------------------- | ---------------- | ----- | ---------------- | ------ | ------ |
| 1    | 13 | António Félix da Costa | Techeetah-DS     | 38    | 46 min 19 s 412  | 1      | 28     |
| 2    | 23 | Sébastien Buemi        | e.dams-Nissan    | 38    | + 3 s 090        | 2      | 19     |
| 3    | 11 | Lucas di Grassi        | Audi             | 38    | + 8 s 296        | 6      | 15     |
| 4    | 4  | Robin Frijns           | Virgin-Audi      | 38    | + 9 s 239        | 5      | 12     |
| 5    | 5  | Stoffel Vandoorne      | Mercedes         | 38    | + 9 s 695        | 13     | 11     |
| 6    | 2  | Sam Bird               | Virgin-Audi      | 38    | + 10 s 081       | 9      | 8      |
| 7    | 22 | Oliver Rowland         | e.dams-Nissan    | 38    | + 13 s 897       | 7      | 6      |
| 8    | 48 | Edoardo Mortara        | Venturi-Mercedes | 38    | + 16 s 367       | 10     | 4      |
| 9    | 36 | André Lotterer         | Porsche          | 38    | + 16 s 893       | 12     | 2      |
| 10   | 25 | Jean-Éric Vergne       | Techeetah-DS     | 38    | + 20 s 919       | 8      | 1      |
| 11   | 94 | Alex Lynn              | Mahindra         | 38    | + 21 s 288       | 3      |        |
| 12   | 20 | Mitch Evans            | Jaguar           | 38    | + 22 s 157       | 16     |        |
| 13   | 66 | René Rast              | Audi             | 38    | + 22 s 631       | 23     |        |
| 14   | 7  | Nico Müller            | Dragon-Penske    | 38    | + 23 s 579       | 18     |        |
| 15   | 18 | Neel Jani              | Porsche          | 38    | + 26 s 381       | 19     |        |
| 16   | 33 | Daniel Abt             | NIO              | 38    | + 35 s 424       | 21     |        |
| 17   | 6  | Sérgio Sette Câmara    | Dragon-Penske    | 38    | + 35 s 727       | 20     |        |
| 18   | 3  | Oliver Turvey          | NIO              | 38    | + 36 s 356       | 15     |        |
| 19   | 27 | Alexander Sims         | Andretti-BMW     | 38    | + 42 s 395       | 24     |        |
| 20   | 51 | James Calado           | Jaguar           | 38    | + 52 s 828       | 22     |        |
| Abd. | 19 | Felipe Massa           | Venturi-Mercedes | 38    | Manque d’énergie | 17     |        |
| Abd. | 28 | Maximilian Günther     | Andretti-BMW     | 27    | Électronique     | 11     |        |
| Abd. | 17 | Nyck de Vries          | Mercedes         | 15    | Électronique     | 4      |        |
| Dsq. | 64 | Jérôme d'Ambrosio      | Mahindra         |       |                  | 14     |        |

- António Félix da Costa, Stoffel Vandoorne, Daniel Abt, Nyck de Vries et Mitch Evans ont été désignés par un vote en ligne pour obtenir le fanboost, qui leur permet de bénéficier de 25 kW supplémentaires pendant cinq secondes lors de la deuxième moitié de la course.
- Jérôme d'Ambrosio a été disqualifié de la course en raison de la consommation d'énergie dépassant la limite réglementaire.

#### Pole position et record du tour
La pole position et le meilleur tour en course rapportent respectivement 3 points et 1 point.
- Pole position :  António Félix da Costa (Techeetah-DS) en 1 min 6 s 442.
- Meilleur tour en course :  Stoffel Vandoorne (Mercedes) en 1 min 8 s 635 au 21e tour.

#### Tours en tête
- António Félix da Costa (Techeetah-DS) : 38 tours (1-38)

### Classements à l’issue de la course
| Pos. | Pilote                 | Points |
| ---- | ---------------------- | ------ |
| 1    | António Félix da Costa | 125    |
| 2    | Lucas di Grassi        | 57     |
| 3    | Stoffel Vandoorne      | 57     |
| 4    | Mitch Evans            | 56     |
| 5    | Sam Bird               | 52     |
| 6    | Sébastien Buemi        | 52     |
| 7    | Alexander Sims         | 48     |
| 8    | André Lotterer         | 45     |
| 9    | Maximilian Günther     | 44     |
| 10   | Oliver Rowland         | 36     |
| 11   | Edoardo Mortara        | 36     |
| 12   | Jean-Éric Vergne       | 32     |
| 13   | Nyck de Vries          | 30     |
| 14   | Robin Frijns           | 22     |
| 15   | Pascal Wehrlein        | 14     |
| 16   | Jérôme d'Ambrosio      | 13     |
| 17   | James Calado           | 10     |
| 18   | Daniel Abt             | 8      |
| 19   | Felipe Massa           | 2      |
| 20   | Brendon Hartley        | 2      |
| 21   | René Rast              | 1      |

| Pos. | Écurie           | Points |
| ---- | ---------------- | ------ |
| 1    | Techeetah-DS     | 157    |
| 2    | Andretti-BMW     | 92     |
| 3    | e.dams-Nissan    | 88     |
| 4    | Mercedes         | 87     |
| 5    | Virgin-Audi      | 74     |
| 6    | Jaguar           | 66     |
| 7    | Audi             | 66     |
| 8    | Porsche          | 45     |
| 9    | Venturi-Mercedes | 38     |
| 10   | Mahindra         | 27     |
| 11   | Dragon-Penske    | 2      |

## Troisième manche
GP précédent GP suivant

### Essais libres

#### Première séance
| Pos. | Pilote                 | Voiture          | Chrono         | Écart     |
| ---- | ---------------------- | ---------------- | -------------- | --------- |
| 1    | António Félix da Costa | Techeetah-DS     | 1 min 06 s 831 |           |
| 2    | Jérôme d'Ambrosio      | Mahindra         | 1 min 06 s 915 | + 0 s 084 |
| 3    | Edoardo Mortara        | Venturi-Mercedes | 1 min 07 s 212 | + 0 s 381 |
| 4    | Sam Bird               | Virgin-Audi      | 1 min 07 s 216 | + 0 s 385 |
| 5    | Alex Lynn              | Mahindra         | 1 min 07 s 218 | + 0 s 387 |
| 6    | Neel Jani              | Porsche          | 1 min 07 s 231 | + 0 s 400 |

#### Deuxième séance
| Pos. | Pilote                 | Voiture         | Chrono         | Écart     |
| ---- | ---------------------- | --------------- | -------------- | --------- |
| 1    | Jérôme d'Ambrosio      | Mahindra Racing | 1 min 06 s 723 |           |
| 2    | Maximilian Günther     | Andretti-BMW    | 1 min 06 s 832 | + 0 s 109 |
| 3    | Jean-Éric Vergne       | Techeetah-DS    | 1 min 06 s 866 | + 0 s 143 |
| 4    | Sébastien Buemi        | e.dams-Nissan   | 1 min 06 s 879 | + 0 s 156 |
| 5    | Nyck de Vries          | Mercedes        | 1 min 06 s 900 | + 0 s 177 |
| 6    | António Félix da Costa | Techeetah-DS    | 1 min 06 s 943 | + 0 s 220 |

### Qualifications
| Pos. | Pilote                 | Écurie           | Groupe de qualification | Super pole     | Grille |
| ---- | ---------------------- | ---------------- | ----------------------- | -------------- | ------ |
| 1    | Jean-Éric Vergne       | Techeetah-DS     | 1 min 06 s 597          | 1 min 06 s 277 | 1      |
| 2    | Maximilian Günther     | Andretti-BMW     | 1 min 06 s 846          | 1 min 06 s 772 | 2      |
| 3    | Jérôme d'Ambrosio      | Mahindra         | 1 min 06 s 748          | 1 min 06 s 825 | 3      |
| 4    | Stoffel Vandoorne      | Mercedes         | 1 min 06 s 714          | 1 min 06 s 965 | 4      |
| 5    | Alex Lynn              | Mahindra         | 1 min 06 s 731          | 1 min 07 s 177 | 5      |
| 6    | Robin Frijns           | Virgin-Audi      | 1 min 06 s 740          | 1 min 07 s 180 | 6      |
| 7    | André Lotterer         | Porsche          | 1 min 06 s 867          |                | 7      |
| 8    | Nyck de Vries          | Mercedes         | 1 min 06 s 907          |                | 13     |
| 9    | António Félix da Costa | Techeetah-DS     | 1 min 06 s 938          |                | 8      |
| 10   | Oliver Rowland         | e.dams-Nissan    | 1 min 06 s 947          |                | 9      |
| 11   | Lucas di Grassi        | Audi             | 1 min 06 s 960          |                | 10     |
| 12   | Sérgio Sette Câmara    | Dragon-Penske    | 1 min 07 s 077          |                | 11     |
| 13   | Felipe Massa           | Venturi-Mercedes | 1 min 07 s 090          |                | 12     |
| 14   | Edoardo Mortara        | Venturi-Mercedes | 1 min 07 s 098          |                | 14     |
| 15   | Sébastien Buemi        | e.dams-Nissan    | 1 min 07 s 140          |                | 15     |
| 16   | Alexander Sims         | Andretti-BMW     | 1 min 07 s 141          |                | 16     |
| 17   | James Calado           | Jaguar           | 1 min 07 s 147          |                | 17     |
| 18   | Neel Jani              | Porsche          | 1 min 07 s 193          |                | 18     |
| 19   | Mitch Evans            | Jaguar           | 1 min 07 s 197          |                | 19     |
| 20   | Sam Bird               | Virgin-Audi      | 1 min 07 s 208          |                | 20     |
| 21   | René Rast              | Audi             | 1 min 07 s 261          |                | 21     |
| 22   | Daniel Abt             | NIO              | 1 min 07 s 331          |                | 22     |
| 23   | Nico Müller            | Dragon-Penske    | 1 min 07 s 366          |                | 23     |
| 24   | Oliver Turvey          | NIO              | 1 min 07 s 521          |                | 24     |

- Nyck de Vries a écopé une pénalité de 5 positions sur la grille de départ pour avoir quitté sa voiture, sans l'accord du directeur de course, lors de la course précédente.

### Course

#### Résultat
| Pos. | no | Pilote                 | Écurie           | Tours | Temps/Abandon   | Grille | Points |
| ---- | -- | ---------------------- | ---------------- | ----- | --------------- | ------ | ------ |
| 1    | 28 | Maximilian Günther     | Andretti-BMW     | 35    | 46 min 15 s 512 | 2      | 25     |
| 2    | 4  | Robin Frijns           | Virgin-Audi      | 35    | + 0 s 128       | 6      | 18     |
| 3    | 25 | Jean-Éric Vergne       | Techeetah-DS     | 35    | + 2 s 569       | 1      | 19     |
| 4    | 13 | António Félix da Costa | Techeetah-DS     | 35    | + 2 s 743       | 8      | 12     |
| 5    | 36 | André Lotterer         | Porsche          | 35    | + 3 s 136       | 7      | 11     |
| 6    | 22 | Oliver Rowland         | e.dams-Nissan    | 35    | + 5 s 547       | 9      | 8      |
| 7    | 64 | Jérôme d'Ambrosio      | Mahindra         | 35    | + 7 s 893       | 3      | 6      |
| 8    | 11 | Lucas di Grassi        | Audi             | 35    | + 12 s 672      | 10     | 4      |
| 9    | 20 | Mitch Evans            | Jaguar           | 35    | + 13 s 511      | 19     | 3      |
| 10   | 27 | Alexander Sims         | Andretti-BMW     | 35    | + 19 s 248      | 16     | 1      |
| 11   | 23 | Sébastien Buemi        | e.dams-Nissan    | 35    | + 20 s 240      | 15     |        |
| 12   | 7  | Nico Müller            | Dragon-Penske    | 35    | + 20 s 486      | 23     |        |
| 13   | 2  | Sam Bird               | Virgin-Audi      | 35    | + 20 s 733      | 20     |        |
| 14   | 48 | Edoardo Mortara        | Venturi-Mercedes | 35    | + 20 s 944      | 14     |        |
| 15   | 33 | Daniel Abt             | NIO              | 35    | + 21 s 948      | 22     |        |
| 16   | 17 | Nyck de Vries          | Mercedes         | 35    | + 22 s 520      | 13     |        |
| 17   | 3  | Oliver Turvey          | NIO              | 35    | + 22 s 774      | 24     |        |
| 18   | 94 | Alex Lynn              | Mahindra         | 35    | + 23 s 181      | 5      |        |
| 19   | 19 | Felipe Massa           | Venturi-Mercedes | 35    | + 36 s 549      | 12     |        |
| Abd. | 66 | René Rast              | Audi             | 30    | Électronique    | 21     |        |
| Abd. | 5  | Stoffel Vandoorne      | Mercedes         | 17    | Électronique    | 4      |        |
| Abd. | 51 | James Calado           | Jaguar           | 13    | Accident        | 17     |        |
| Abd. | 6  | Sérgio Sette Câmara    | Dragon-Penske    | 10    | Accident        | 11     |        |
| Abd. | 18 | Neel Jani              | Porsche          | 10    | Accident        | 18     |        |

- António Félix da Costa, Stoffel Vandoorne, Lucas di Grassi, Daniel Abt et André Lotterer ont été désignés par un vote en ligne pour obtenir le fanboost, qui leur permet de bénéficier de 25 kW supplémentaires pendant cinq secondes lors de la deuxième moitié de la course.

#### Pole position et record du tour
La pole position et le meilleur tour en course rapportent respectivement 3 points et 1 point.
- Pole position :  Jean-Éric Vergne (Techeetah-DS) en 1 min 6 s 277.
- Meilleur tour en course :  Mitch Evans (Jaguar) en 1 min 8 s 350 au 19e tour.

#### Tours en tête
- Jean-Éric Vergne (Techeetah-DS) : 30 tours (1-30)
- Maximilian Günther (Andretti-BMW) : 5 tours (31-35)

### Classement à l’issue de la course
| Pos. | Pilote                 | Points |
| ---- | ---------------------- | ------ |
| 1    | António Félix da Costa | 137    |
| 2    | Maximilian Günther     | 69     |
| 3    | Lucas di Grassi        | 61     |
| 4    | Mitch Evans            | 59     |
| 5    | Stoffel Vandoorne      | 57     |
| 6    | André Lotterer         | 55     |
| 7    | Sam Bird               | 52     |
| 8    | Sébastien Buemi        | 52     |
| 9    | Jean-Éric Vergne       | 51     |
| 10   | Alexander Sims         | 49     |
| 11   | Oliver Rowland         | 44     |
| 12   | Robin Frijns           | 40     |
| 13   | Edoardo Mortara        | 36     |
| 14   | Nyck de Vries          | 30     |
| 15   | Jérôme d'Ambrosio      | 19     |
| 16   | Pascal Wehrlein        | 14     |
| 17   | James Calado           | 10     |
| 18   | Daniel Abt             | 8      |
| 19   | Felipe Massa           | 2      |
| 20   | Brendon Hartley        | 2      |
| 21   | René Rast              | 1      |

| Pos. | Écurie           | Points |
| ---- | ---------------- | ------ |
| 1    | Techeetah-DS     | 188    |
| 2    | Andretti-BMW     | 118    |
| 3    | e.dams-Nissan    | 96     |
| 4    | Virgin-Audi      | 92     |
| 5    | Mercedes         | 87     |
| 6    | Audi             | 70     |
| 7    | Jaguar           | 69     |
| 8    | Porsche          | 55     |
| 9    | Venturi-Mercedes | 38     |
| 10   | Mahindra         | 33     |
| 11   | Dragon-Penske    | 2      |

## Quatrième manche
GP précédent GP suivant

### Essais libres
| Pos. | Pilote                 | Voiture       | Chrono         | Écart     |
| ---- | ---------------------- | ------------- | -------------- | --------- |
| 1    | António Félix da Costa | Techeetah-DS  | 1 min 06 s 319 |           |
| 2    | Maximilian Günther     | Andretti-BMW  | 1 min 06 s 358 | + 0 s 039 |
| 3    | Oliver Rowland         | e.dams-Nissan | 1 min 06 s 450 | + 0 s 131 |
| 4    | Stoffel Vandoorne      | Mercedes      | 1 min 06 s 474 | + 0 s 155 |
| 5    | Sébastien Buemi        | e.dams-Nissan | 1 min 06 s 537 | + 0 s 218 |
| 6    | Nyck de Vries          | Mercedes      | 1 min 06 s 557 | + 0 s 238 |

### Qualifications
| Pos. | Pilote                 | Écurie           | Groupe de qualification | Super pole     | Grille |
| ---- | ---------------------- | ---------------- | ----------------------- | -------------- | ------ |
| 1    | Jean-Éric Vergne       | Techeetah-DS     | 1 min 06 s 484          | 1 min 06 s 107 | 1      |
| 2    | António Félix da Costa | Techeetah-DS     | 1 min 06 s 708          | 1 min 06 s 247 | 2      |
| 3    | Oliver Rowland         | e.dams-Nissan    | 1 min 06 s 484          | 1 min 06 s 552 | 3      |
| 4    | Sébastien Buemi        | e.dams-Nissan    | 1 min 06 s 700          | 1 min 06 s 564 | 4      |
| 5    | Nyck de Vries          | Mercedes         | 1 min 06 s 575          | 1 min 06 s 597 | 5      |
| 6    | Felipe Massa           | Venturi-Mercedes | 1 min 06 s 674          | 1 min 06 s 777 | 6      |
| 7    | Alex Lynn              | Mahindra         | 1 min 06 s 741          |                | 7      |
| 8    | René Rast              | Audi             | 1 min 06 s 754          |                | 8      |
| 9    | Jérôme d'Ambrosio      | Mahindra         | 1 min 06 s 778          |                | 9      |
| 10   | Robin Frijns           | Virgin-Audi      | 1 min 06 s 818          |                | 10     |
| 11   | Mitch Evans            | Jaguar           | 1 min 06 s 859          |                | 11     |
| 12   | Lucas di Grassi        | Audi             | 1 min 06 s 866          |                | 12     |
| 13   | Edoardo Mortara        | Venturi-Mercedes | 1 min 06 s 870          |                | 13     |
| 14   | James Calado           | Jaguar           | 1 min 06 s 904          |                | 14     |
| 15   | Nico Müller            | Dragon-Penske    | 1 min 06 s 940          |                | 15     |
| 16   | Alexander Sims         | Andretti-BMW     | 1 min 06 s 951          |                | 16     |
| 17   | Sam Bird               | Virgin-Audi      | 1 min 06 s 953          |                | 17     |
| 18   | André Lotterer         | Porsche          | 1 min 07 s 036          |                | 18     |
| 19   | Oliver Turvey          | NIO              | 1 min 07 s 038          |                | 19     |
| 20   | Stoffel Vandoorne      | Mercedes         | 1 min 07 s 064          |                | 20     |
| 21   | Maximilian Günther     | Andretti-BMW     | 1 min 07 s 103          |                | 21     |
| 22   | Neel Jani              | Porsche          | 1 min 07 s 119          |                | 22     |
| 23   | Daniel Abt             | NIO              | 1 min 07 s 351          |                | 23     |
| 24   | Sérgio Sette Câmara    | Dragon-Penske    | 1 min 07 s 492          |                | 24     |

### Course

#### Résultat
| Pos. | no | Pilote                 | Écurie           | Tours | Temps/Abandon   | Grille | Points |
| ---- | -- | ---------------------- | ---------------- | ----- | --------------- | ------ | ------ |
| 1    | 25 | Jean-Éric Vergne       | Techeetah-DS     | 37    | 46 min 24 s 803 | 1      | 29     |
| 2    | 13 | António Félix da Costa | Techeetah-DS     | 37    | + 0 s 497       | 2      | 19     |
| 3    | 23 | Sébastien Buemi        | e.dams-Nissan    | 37    | + 1 s 392       | 4      | 15     |
| 4    | 17 | Nyck de Vries          | Mercedes         | 37    | + 3 s 791       | 5      | 12     |
| 5    | 22 | Oliver Rowland         | e.dams-Nissan    | 37    | + 5 s 018       | 3      | 11     |
| 6    | 11 | Lucas di Grassi        | Audi             | 37    | + 9 s 805       | 12     | 8      |
| 7    | 20 | Mitch Evans            | Jaguar           | 37    | + 14 s 814      | 11     | 6      |
| 8    | 36 | André Lotterer         | Porsche          | 37    | + 15 s 755      | 18     | 4      |
| 9    | 94 | Alex Lynn              | Mahindra         | 37    | + 21 s 001      | 7      | 2      |
| 10   | 19 | Felipe Massa           | Venturi-Mercedes | 37    | + 22 s 809      | 6      | 1      |
| 11   | 2  | Sam Bird               | Virgin-Audi      | 37    | + 22 s 911      | 17     |        |
| 12   | 5  | Stoffel Vandoorne      | Mercedes         | 37    | + 23 s 388      | 20     |        |
| 13   | 27 | Alexander Sims         | Andretti-BMW     | 37    | + 23 s 575      | 16     |        |
| 14   | 48 | Edoardo Mortara        | Venturi-Mercedes | 37    | + 23 s 889      | 13     |        |
| 15   | 64 | Jérôme d'Ambrosio      | Mahindra         | 37    | + 23 s 914      | 9      |        |
| 16   | 66 | René Rast              | Audi             | 37    | + 24 s 381      | 8      |        |
| 17   | 51 | James Calado           | Jaguar           | 37    | + 26 s 600      | 14     |        |
| 18   | 33 | Daniel Abt             | NIO              | 37    | + 29 s 121      | 23     |        |
| 19   | 18 | Neel Jani              | Porsche          | 37    | + 29 s 527      | 22     |        |
| 20   | 7  | Nico Müller            | Dragon-Penske    | 37    | + 34 s 431      | 15     |        |
| 21   | 6  | Sérgio Sette Câmara    | Dragon-Penske    | 37    | + 36 s 315      | 24     |        |
| 22   | 3  | Oliver Turvey          | NIO              | 37    | + 61 s 473      | 19     |        |
| Abd. | 28 | Maximilian Günther     | Andretti-BMW     | 1     | Accident        | 21     |        |
| Np.  | 4  | Robin Frijns           | Virgin-Audi      | 0     | Électronique    | 10     |        |

- António Félix da Costa, Stoffel Vandoorne, Daniel Abt, Lucas di Grassi et Maximilian Günther ont été désignés par un vote en ligne pour obtenir le fanboost, qui leur permet de bénéficier de 25 kW supplémentaires pendant cinq secondes lors de la deuxième moitié de la course.

#### Pole position et record du tour
La pole position et le meilleur tour en course rapportent respectivement 3 points et 1 point.
- Pole position :  Jean-Éric Vergne (Techeetah-DS) en 1 min 6 s 107.
- Meilleur tour en course :  Sam Bird (Virgin-Audi) en 1 min 8 s 556 au 11e tour.

#### Tours en tête
- Jean-Éric Vergne (Techeetah-DS) : 19 tours (1-12 ; 31-37)
- António Félix da Costa (Techeetah-DS) : 18 tours (13-30)

### Classement à l’issue de la course
| Pos. | Pilote                 | Points |
| ---- | ---------------------- | ------ |
| 1    | António Félix da Costa | 156    |
| 2    | Jean-Éric Vergne       | 80     |
| 3    | Maximilian Günther     | 69     |
| 4    | Lucas di Grassi        | 69     |
| 5    | Sébastien Buemi        | 67     |
| 6    | Mitch Evans            | 65     |
| 7    | André Lotterer         | 59     |
| 8    | Stoffel Vandoorne      | 57     |
| 9    | Oliver Rowland         | 54     |
| 10   | Sam Bird               | 52     |
| 11   | Alexander Sims         | 49     |
| 12   | Nyck de Vries          | 42     |
| 13   | Robin Frijns           | 40     |
| 14   | Edoardo Mortara        | 36     |
| 15   | Jérôme d'Ambrosio      | 19     |
| 16   | Pascal Wehrlein        | 14     |
| 17   | James Calado           | 10     |
| 18   | Daniel Abt             | 8      |
| 19   | Felipe Massa           | 3      |
| 20   | Alex Lynn              | 2      |
| 21   | Brendon Hartley        | 2      |
| 22   | René Rast              | 1      |

| Pos. | Écurie           | Points |
| ---- | ---------------- | ------ |
| 1    | Techeetah-DS     | 236    |
| 2    | e.dams-Nissan    | 121    |
| 3    | Andretti-BMW     | 118    |
| 4    | Mercedes         | 99     |
| 5    | Virgin-Audi      | 92     |
| 6    | Audi             | 78     |
| 7    | Jaguar           | 75     |
| 8    | Porsche          | 59     |
| 9    | Venturi-Mercedes | 39     |
| 10   | Mahindra         | 35     |
| 11   | Dragon-Penske    | 2      |

## Cinquième manche
GP précédent GP suivant

### Essais libres

#### Première séance
| Pos. | Pilote                 | Voiture       | Chrono         | Écart     |
| ---- | ---------------------- | ------------- | -------------- | --------- |
| 1    | Maximilian Günther     | Andretti-BMW  | 1 min 16 s 251 |           |
| 2    | Oliver Rowland         | e.dams-Nissan | 1 min 16 s 260 | + 0 s 009 |
| 3    | René Rast              | Audi          | 1 min 16 s 315 | + 0 s 064 |
| 4    | Robin Frijns           | Virgin-Audi   | 1 min 16 s 340 | + 0 s 089 |
| 5    | António Félix da Costa | Techeetah-DS  | 1 min 16 s 341 | + 0 s 090 |
| 6    | Lucas di Grassi        | Audi          | 1 min 16 s 364 | + 0 s 113 |

#### Deuxième séance
| Pos. | Pilote                 | Voiture       | Chrono         | Écart     |
| ---- | ---------------------- | ------------- | -------------- | --------- |
| 1    | António Félix da Costa | Techeetah-DS  | 1 min 15 s 653 |           |
| 2    | Nyck de Vries          | Mercedes      | 1 min 15 s 687 | + 0 s 034 |
| 3    | Sébastien Buemi        | e.dams-Nissan | 1 min 15 s 752 | + 0 s 099 |
| 4    | Lucas di Grassi        | Audi          | 1 min 15 s 853 | + 0 s 200 |
| 5    | Stoffel Vandoorne      | Mercedes      | 1 min 15 s 882 | + 0 s 229 |
| 6    | Nico Müller            | Dragon-Penske | 1 min 15 s 899 | + 0 s 246 |

### Qualifications
| Pos. | Pilote                 | Écurie           | Groupe de qualification | Super pole     | Grille |
| ---- | ---------------------- | ---------------- | ----------------------- | -------------- | ------ |
| 1    | Oliver Rowland         | e.dams-Nissan    | 1 min 16 s 191          | 1 min 15 s 955 | 1      |
| 2    | Robin Frijns           | Virgin-Audi      | 1 min 16 s 187          | 1 min 16 s 004 | 2      |
| 3    | Neel Jani              | Porsche          | 1 min 16 s 234          | 1 min 16 s 052 | 3      |
| 4    | René Rast              | Audi             | 1 min 15 s 993          | 1 min 16 s 127 | 4      |
| 5    | Alex Lynn              | Mahindra         | 1 min 16 s 165          | 1 min 16 s 192 | 5      |
| 6    | Tom Blomqvist          | Jaguar           | 1 min 16 s 226          | 1 min 16 s 529 | 6      |
| 7    | André Lotterer         | Porsche          | 1 min 16 s 241          |                | 7      |
| 8    | Felipe Massa           | Venturi-Mercedes | 1 min 16 s 251          |                | 8      |
| 9    | Sérgio Sette Câmara    | Dragon-Penske    | 1 min 16 s 292          |                | 9      |
| 10   | Edoardo Mortara        | Venturi-Mercedes | 1 min 16 s 296          |                | 10     |
| 11   | Nico Müller            | Dragon-Penske    | 1 min 16 s 327          |                | 11     |
| 12   | Oliver Turvey          | NIO              | 1 min 16 s 328          |                | 12     |
| 13   | Maximilian Günther     | Andretti-BMW     | 1 min 16 s 394          |                | 16     |
| 14   | Mitch Evans            | Jaguar           | 1 min 16 s 395          |                | 13     |
| 15   | Alexander Sims         | Andretti-BMW     | 1 min 16 s 449          |                | 14     |
| 16   | Sam Bird               | Virgin-Audi      | 1 min 16 s 524          |                | 15     |
| 17   | Jérôme d'Ambrosio      | Mahindra         | 1 min 16 s 539          |                | 17     |
| 18   | Stoffel Vandoorne      | Mercedes         | 1 min 16 s 646          |                | 18     |
| 19   | Nyck de Vries          | Mercedes         | 1 min 16 s 755          |                | 19     |
| 20   | Daniel Abt             | NIO              | 1 min 16 s 868          |                | 20     |
| 21   | António Félix da Costa | Techeetah-DS     | Pas de temps            |                | 21     |
| 22   | Sébastien Buemi        | e.dams-Nissan    | Pas de temps            |                | 22     |
| 23   | Lucas di Grassi        | Audi             | Pas de temps            |                | 23     |
| 24   | Jean-Éric Vergne       | Techeetah-DS     | Pas de temps            |                | 24     |

- Maximilian Günther a écopé une pénalité de 3 positions sur la grille de départ pour avoir causé une collision lors de la course précédente.

### Course

#### Résultat
| Pos. | no | Pilote                 | Écurie           | Tours | Temps/Abandon   | Grille | Points |
| ---- | -- | ---------------------- | ---------------- | ----- | --------------- | ------ | ------ |
| 1    | 22 | Oliver Rowland         | e.dams-Nissan    | 36    | 47 min 28 s 880 | 1      | 29     |
| 2    | 4  | Robin Frijns           | Virgin-Audi      | 36    | + 1 s 903       | 2      | 18     |
| 3    | 66 | René Rast              | Audi             | 36    | + 7 s 490       | 4      | 16     |
| 4    | 36 | André Lotterer         | Porsche          | 36    | + 7 s 863       | 7      | 12     |
| 5    | 94 | Alex Lynn              | Mahindra         | 36    | + 11 s 441      | 5      | 11     |
| 6    | 18 | Neel Jani              | Porsche          | 36    | + 12 s 992      | 3      | 8      |
| 7    | 20 | Mitch Evans            | Jaguar           | 36    | + 14 s 106      | 13     | 6      |
| 8    | 48 | Edoardo Mortara        | Venturi-Mercedes | 36    | + 17 s 134      | 10     | 4      |
| 9    | 5  | Stoffel Vandoorne      | Mercedes         | 36    | + 18 s 949      | 18     | 2      |
| 10   | 23 | Sébastien Buemi        | e.dams-Nissan    | 36    | + 19 s 731      | 23     | 1      |
| 11   | 27 | Alexander Sims         | Andretti-BMW     | 36    | + 23 s 331      | 14     |        |
| 12   | 51 | Tom Blomqvist          | Jaguar           | 36    | + 24 s 807      | 20     |        |
| 13   | 19 | Felipe Massa           | Venturi-Mercedes | 36    | + 27 s 775      | 8      |        |
| 14   | 17 | Nyck de Vries          | Mercedes         | 36    | + 28 s 723      | 19     |        |
| 15   | 6  | Sérgio Sette Câmara    | Dragon-Penske    | 36    | + 31 s 132      | 9      |        |
| 16   | 64 | Jérôme d'Ambrosio      | Mahindra         | 36    | + 31 s 524      | 17     |        |
| 17   | 7  | Nico Müller            | Dragon-Penske    | 36    | + 34 s 140      | 11     |        |
| 18   | 25 | Jean-Éric Vergne       | Techeetah-DS     | 36    | + 34 s 986      | 24     |        |
| 19   | 3  | Oliver Turvey          | NIO              | 36    | + 44 s 377      | 12     |        |
| 20   | 2  | Sam Bird               | Virgin-Audi      | 36    | + 46 s 591      | 15     |        |
| 21   | 11 | Lucas di Grassi        | Audi             | 36    | + 75 s 119      | 21     |        |
| Abd. | 13 | António Félix da Costa | Techeetah-DS     | 35    | Électronique    | 22     |        |
| Abd. | 33 | Daniel Abt             | NIO              | 33    | Électronique    | 20     |        |
| Abd. | 28 | Maximilian Günther     | Andretti-BMW     | 4     | Accident        | 16     |        |

- Stoffel Vandoorne, António Félix da Costa, Daniel Abt, André Lotterer et Mitch Evans ont été désignés par un vote en ligne pour obtenir le fanboost, qui leur permet de bénéficier de 25 kW supplémentaires pendant cinq secondes lors de la deuxième moitié de la course.

#### Pole position et record du tour
La pole position et le meilleur tour en course rapportent respectivement 3 points et 1 point.
- Pole position :  Oliver Rowland (e.dams-Nissan) en 1 min 15 s 955.
- Meilleur tour en course :  Oliver Rowland (Virgin-Audi) en 1 min 18 s 103 au 10e tour.

#### Tours en tête
- Oliver Rowland (Virgin-Audi) : 36 tours (1-36)

### Classement à l’issue de la course
| Pos. | Pilote                 | Points |
| ---- | ---------------------- | ------ |
| 1    | António Félix da Costa | 156    |
| 2    | Oliver Rowland         | 82     |
| 3    | Jean-Éric Vergne       | 80     |
| 4    | Mitch Evans            | 71     |
| 5    | André Lotterer         | 71     |
| 6    | Maximilian Günther     | 69     |
| 7    | Lucas di Grassi        | 69     |
| 8    | Sébastien Buemi        | 68     |
| 9    | Stoffel Vandoorne      | 59     |
| 10   | Robin Frijns           | 58     |
| 11   | Sam Bird               | 52     |
| 12   | Alexander Sims         | 49     |
| 13   | Nyck de Vries          | 42     |
| 14   | Edoardo Mortara        | 40     |
| 15   | Jérôme d'Ambrosio      | 19     |
| 16   | René Rast              | 17     |
| 17   | Pascal Wehrlein        | 14     |
| 18   | Alex Lynn              | 12     |
| 19   | James Calado           | 10     |
| 20   | Neel Jani              | 8      |
| 21   | Daniel Abt             | 8      |
| 22   | Felipe Massa           | 3      |
| 23   | Brendon Hartley        | 2      |

| Pos. | Écurie           | Points |
| ---- | ---------------- | ------ |
| 1    | Techeetah-DS     | 236    |
| 2    | e.dams-Nissan    | 150    |
| 3    | Andretti-BMW     | 118    |
| 4    | Virgin-Audi      | 110    |
| 5    | Mercedes         | 101    |
| 6    | Audi             | 94     |
| 7    | Jaguar           | 81     |
| 8    | Porsche          | 79     |
| 9    | Mahindra         | 45     |
| 10   | Venturi-Mercedes | 43     |
| 11   | Dragon-Penske    | 2      |

## Sixième manche
GP précédent GP suivant

### Essais libres
| Pos. | Pilote                 | Voiture       | Chrono         | Écart     |
| ---- | ---------------------- | ------------- | -------------- | --------- |
| 1    | Maximilian Günther     | Andretti-BMW  | 1 min 15 s 091 |           |
| 2    | António Félix da Costa | Techeetah-DS  | 1 min 15 s 333 | + 0 s 242 |
| 3    | Oliver Rowland         | e.dams-Nissan | 1 min 15 s 441 | + 0 s 350 |
| 4    | Sébastien Buemi        | e.dams-Nissan | 1 min 15 s 495 | + 0 s 404 |
| 5    | Mitch Evans            | Jaguar        | 1 min 15 s 591 | + 0 s 500 |
| 6    | Nyck de Vries          | Mercedes      | 1 min 15 s 679 | + 0 s 588 |

### Qualifications
| Pos. | Pilote                 | Écurie           | Groupe de qualification | Super pole     | Grille |
| ---- | ---------------------- | ---------------- | ----------------------- | -------------- | ------ |
| 1    | Stoffel Vandoorne      | Mercedes         | 1 min 15 s 717          | 1 min 15 s 468 | 1      |
| 2    | Sébastien Buemi        | e.dams-Nissan    | 1 min 15 s 660          | 1 min 15 s 527 | 2      |
| 3    | René Rast              | Audi             | 1 min 15 s 688          | 1 min 15 s 720 | 3      |
| 4    | Nyck de Vries          | Mercedes         | 1 min 15 s 729          | 1 min 15 s 738 | 4      |
| 5    | Robin Frijns           | Virgin-Audi      | 1 min 15 s 793          | 1 min 15 s 867 | 5      |
| 6    | Edoardo Mortara        | Venturi-Mercedes | 1 min 15 s 848          | 1 min 16 s 055 | 6      |
| 7    | Alex Lynn              | Mahindra         | 1 min 15 s 851          |                | 7      |
| 8    | Neel Jani              | Porsche          | 1 min 15 s 861          |                | 8      |
| 9    | Sérgio Sette Câmara    | Dragon-Penske    | 1 min 15 s 904          |                | 9      |
| 10   | Lucas di Grassi        | Audi             | 1 min 15 s 915          |                | 10     |
| 11   | Felipe Massa           | Venturi-Mercedes | 1 min 15 s 937          |                | 11     |
| 12   | Tom Blomqvist          | Jaguar           | 1 min 15 s 958          |                | 12     |
| 13   | Oliver Turvey          | NIO              | 1 min 15 s 958          |                | 16     |
| 14   | Sam Bird               | Virgin-Audi      | 1 min 16 s 002          |                | 13     |
| 15   | Alexander Sims         | Andretti-BMW     | 1 min 16 s 028          |                | 14     |
| 16   | Jérôme d'Ambrosio      | Mahindra         | 1 min 16 s 057          |                | 15     |
| 17   | Daniel Abt             | NIO              | 1 min 16 s 109          |                | 17     |
| 18   | Maximilian Günther     | Andretti-BMW     | 1 min 16 s 134          |                | 18     |
| 19   | António Félix da Costa | Techeetah-DS     | 1 min 16 s 176          |                | 19     |
| 20   | André Lotterer         | Porsche          | 1 min 16 s 317          |                | 20     |
| 21   | Jean-Éric Vergne       | Techeetah-DS     | 1 min 16 s 393          |                | 21     |
| 22   | Nico Müller            | Dragon-Penske    | 1 min 16 s 409          |                | 22     |
| 23   | Mitch Evans            | Jaguar           | 1 min 16 s 449          |                | 23     |
| 24   | Oliver Rowland         | e.dams-Nissan    | 1 min 16 s 993          |                | 24     |

### Course

#### Résultat
| Pos. | no | Pilote                 | Écurie           | Tours | Temps/Abandon   | Grille | Points |
| ---- | -- | ---------------------- | ---------------- | ----- | --------------- | ------ | ------ |
| 1    | 5  | Stoffel Vandoorne      | Mercedes         | 36    | 47 min 22 s 107 | 1      | 28     |
| 2    | 17 | Nyck de Vries          | Mercedes         | 36    | + 1 s 340       | 4      | 18     |
| 3    | 23 | Sébastien Buemi        | e.dams-Nissan    | 36    | + 2 s 841       | 2      | 16     |
| 4    | 66 | René Rast              | Audi             | 36    | + 3 s 580       | 3      | 12     |
| 5    | 2  | Sam Bird               | Virgin-Audi      | 36    | + 8 s 710       | 14     | 11     |
| 6    | 11 | Lucas di Grassi        | Audi             | 36    | + 11 s 593      | 10     | 8      |
| 7    | 25 | Jean-Éric Vergne       | Techeetah-DS     | 36    | + 12 s 895      | 21     | 6      |
| 8    | 94 | Alex Lynn              | Mahindra         | 36    | + 14 s 719      | 7      | 4      |
| 9    | 13 | António Félix da Costa | Techeetah-DS     | 36    | + 15 s 304      | 19     | 2      |
| 10   | 48 | Edoardo Mortara        | Venturi-Mercedes | 36    | + 16 s 154      | 6      | 1      |
| 11   | 20 | Mitch Evans            | Jaguar           | 36    | + 16 s 348      | 23     |        |
| 12   | 28 | Maximilian Günther     | Andretti-BMW     | 36    | + 17 s 798      | 18     |        |
| 13   | 27 | Alexander Sims         | Andretti-BMW     | 36    | + 22 s 229      | 15     |        |
| 14   | 36 | André Lotterer         | Porsche          | 36    | + 23 s 893      | 20     |        |
| 15   | 18 | Neel Jani              | Porsche          | 36    | + 24 s 888      | 8      |        |
| 16   | 19 | Felipe Massa           | Venturi-Mercedes | 36    | + 25 s 577      | 11     |        |
| 17   | 51 | Tom Blomqvist          | Jaguar           | 36    | + 25 s 992      | 12     |        |
| 18   | 64 | Jérôme d'Ambrosio      | Mahindra         | 36    | + 30 s 485      | 16     |        |
| 19   | 6  | Sérgio Sette Câmara    | Dragon-Penske    | 36    | + 31 s 453      | 9      |        |
| 20   | 33 | Daniel Abt             | NIO              | 36    | + 38 s 071      | 17     |        |
| 21   | 3  | Oliver Turvey          | NIO              | 36    | + 39 s 694      | 13     |        |
| 22   | 7  | Nico Müller            | Dragon-Penske    | 35    | + 71 s 178      | 22     |        |
| Abd. | 4  | Robin Frijns           | Virgin-Audi      | 33    | Électronique    | 5      |        |
| Abd. | 22 | Oliver Rowland         | e.dams-Nissan    | 4     | Électronique    | 24     |        |

- Stoffel Vandoorne, Lucas di Grassi, António Félix da Costa, Daniel Abt et Nyck de Vries ont été désignés par un vote en ligne pour obtenir le fanboost, qui leur permet de bénéficier de 25 kW supplémentaires pendant cinq secondes lors de la deuxième moitié de la course.

#### Pole position et record du tour
La pole position et le meilleur tour en course rapportent respectivement 3 points et 1 point.
- Pole position :  Stoffel Vandoorne (Mercedes-Benz EQ) en 1 min 15 s 468.
- Meilleur tour en course :  Sam Bird (Envision Virgin Racing) en 1 min 17 s 562 au 21e tour.

#### Tours en tête
- Stoffel Vandoorne (Virgin-Audi) : 34 tours (1-7 ; 9-14 ; 16-36)
- Sébastien Buemi (Nissan e.dams) : 2 tours (8 ; 15)

### Classement à l’issue de la course
| Pos. | Pilote                 | Points |
| ---- | ---------------------- | ------ |
| 1    | António Félix da Costa | 158    |
| 2    | Stoffel Vandoorne      | 87     |
| 3    | Jean-Éric Vergne       | 86     |
| 4    | Sébastien Buemi        | 84     |
| 5    | Oliver Rowland         | 82     |
| 6    | Lucas di Grassi        | 77     |
| 7    | Mitch Evans            | 71     |
| 8    | André Lotterer         | 71     |
| 9    | Maximilian Günther     | 69     |
| 10   | Sam Bird               | 63     |
| 11   | Nyck de Vries          | 60     |
| 12   | Robin Frijns           | 58     |
| 13   | Alexander Sims         | 49     |
| 14   | Edoardo Mortara        | 41     |
| 15   | René Rast              | 29     |
| 16   | Jérôme d'Ambrosio      | 19     |
| 17   | Alex Lynn              | 16     |
| 18   | Pascal Wehrlein        | 14     |
| 19   | James Calado           | 10     |
| 20   | Neel Jani              | 8      |
| 21   | Daniel Abt             | 8      |
| 22   | Felipe Massa           | 3      |

| Pos. | Écurie           | Points |
| ---- | ---------------- | ------ |
| 1    | Techeetah-DS     | 244    |
| 2    | e.dams-Nissan    | 166    |
| 3    | Mercedes         | 147    |
| 4    | Virgin-Audi      | 121    |
| 5    | Andretti-BMW     | 118    |
| 6    | Audi             | 114    |
| 7    | Jaguar           | 81     |
| 8    | Porsche          | 79     |
| 9    | Mahindra         | 49     |
| 10   | Venturi-Mercedes | 44     |
| 11   | Dragon-Penske    | 2      |